# Hans Grässel
Hans Grässel, né à Rehau le 8 août 1860 et mort à Munich le 10 ou le 11 mars 1939, est un architecte allemand.

## Biographie
Hans Grässel étudie et effectue presque toute sa carrière à Munich, où il est l'architecte conseil de la ville. Il crée plusieurs cimetières dont le cimetière de l'Ouest et le Waldfriedhof, inauguré en 1907, connu pour être le premier cimetière boisé au monde. Grässel a également écrit en 1913 un pamphlet sur la conception des cimetières, Über Friedhofanlagen und Grabdenkmale.
En 1914, il reçoit l'ordre Pour le Mérite für Wissenschaften und Künste (pour la science et les arts).